# Bernard Mioen
Bernard Mioen (Kortemark, 1774 – Roeselare, 1851) was een Vlaamse kunstenaar.

## Biografie
Mioen was een kunstschilder die zijn opleiding genoot aan de Academie van Brugge in het begin van de negentiende eeuw. Hij werkte aan in het atelier van Regnault te Parijs. Hij vestigde zich als schilder en decorateur in Roeselare, waar hij een eigen academie leidde. Zijn dochter Aimée Bellarmine Mioen was een leerlinge van hem.
Zijn werk is hoofdzakelijk religieus van aard. Hij schilderde in een neoklassieke stijl, maar maakte gaandeweg een evolutie naar de romantische stijl. Vooral in kerken is heel wat werk van hem bewaard. Dit is onder meer het geval in de Sint-Michielskerk te Roeselare, de Sint-Amanduskerk te Hooglede, de O.-L.-Vrouwekerk in Schore, de Sint-Petruskerk in Ledegem en de Sint-Amandus en Annakerk in Otegem. Mioen overleed toen zijn atelier in 1851 afbrandde.

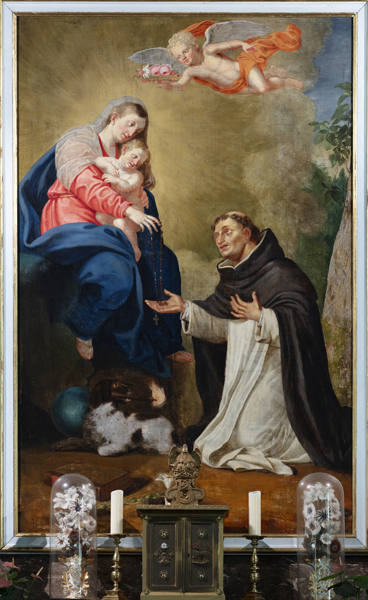
O.L.Vrouw schenkt de rozenkrans aan H. Dominicus Guzman (Sint-Amandus en Sint-Annakerk, Otegem)
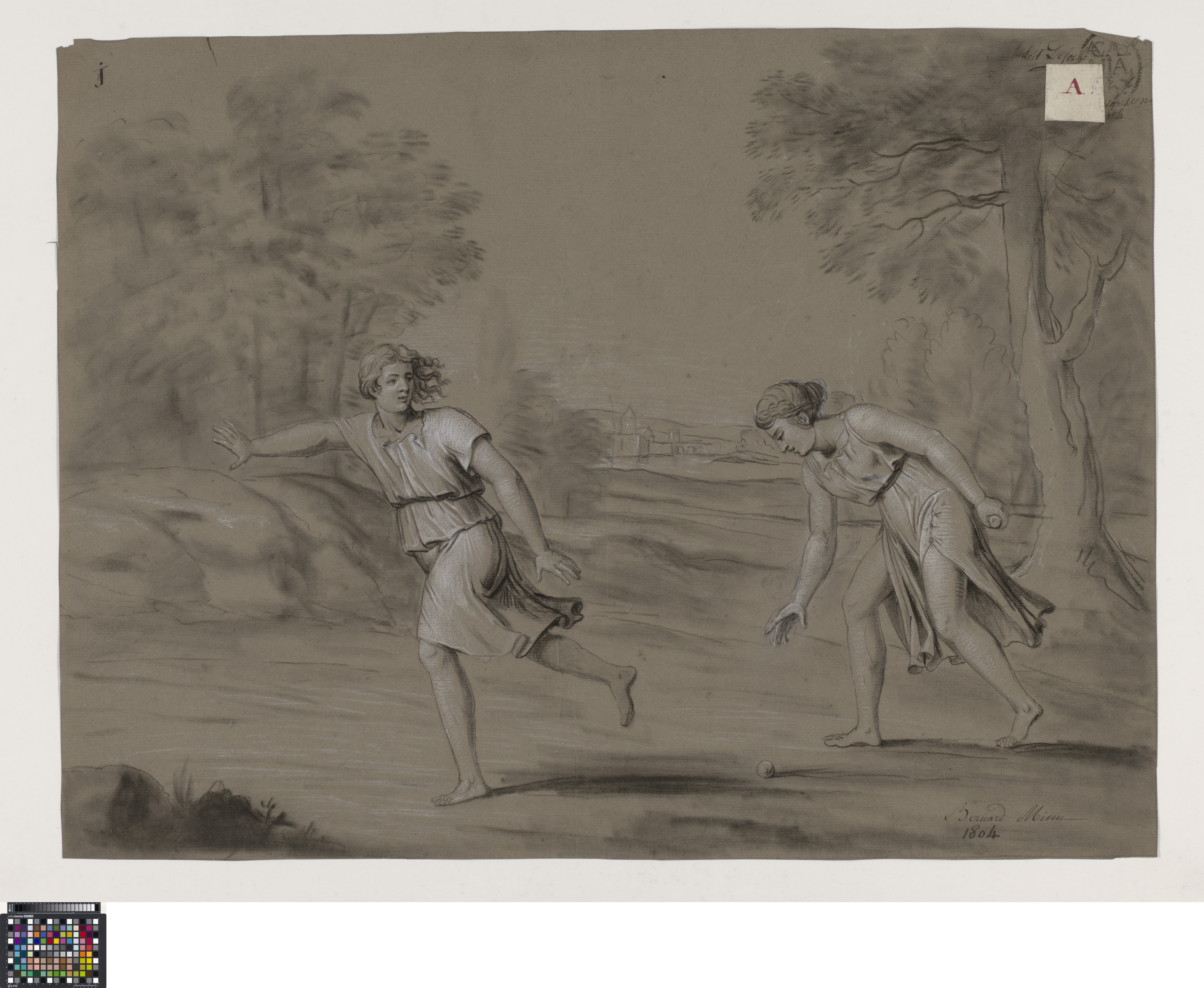
Atalanta en Hippomenes (Brugge)

## Bron
- Michiel DEBRUYNE. Lexicon van de West-Vlaamse beeldende kunstenaars.